# 산카를로스 (니카라과)

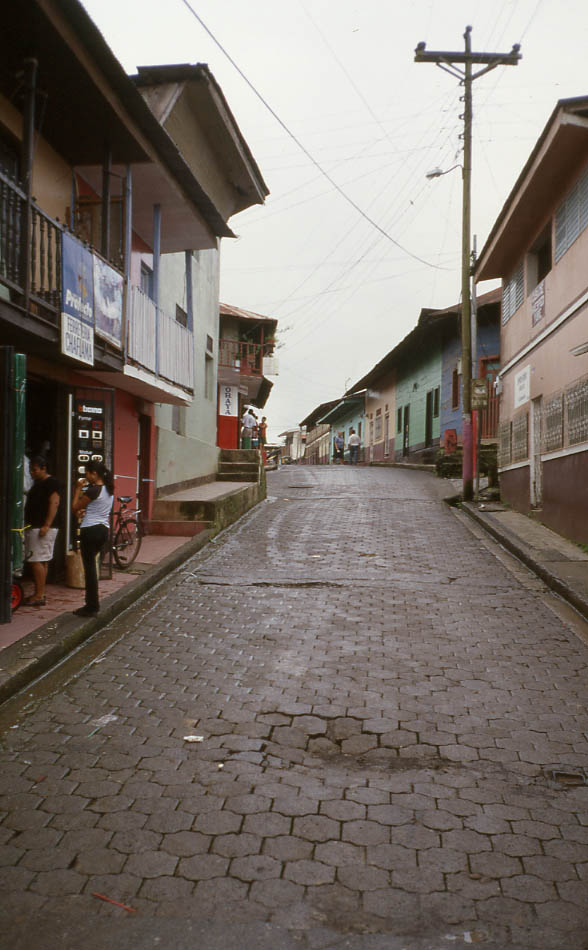
산카를로스

산카를로스(스페인어: San Carlos)는 니카라과의 도시로 리오산후안 주의 주도이며 면적은 1,462km2, 인구는 37,461명(2005년 기준)이다.